# Ca n'Anglada (l'Ametlla del Vallès)
Ca n'Anglada és un antic mas absorbit pel nucli antic del poble de l'Ametlla del Vallès (Vallès Oriental) protegit com a bé cultural d'interès local. És al número 18 del carrer Major.Can Anglada consta als documents antics com a Mas Viver Ferrer. A la talla de 1656 aquest mas era classificat dins la tercera categoria, juntament amb els masos Can Puig-Llunell i Ca l'Arenys. A l'espai del pati hi havia una ferreria, d'aquí el nom Mas Viver Ferrer. A l'ala est de la casa hi havia una capella, actualment abandonada, amb una campana que fou donada a l'església després de la Guerra Civil Espanyola (1936-1939) i mai més fou tornada.
És un complex d'edificis amb dues façanes, una al carrer i una altra a l'interior. Es tracta de dues parts ben diferenciades cronològica i formalment. La més interessant és la part interior; és una masia típica del segle XVI o XVII. La façana és asimètrica amb portal adovellat i el carener paral·lel a la façana. A la planta baixa hi ha dues finestres planes amb arc de pedra i un petit i fals arc conopial. Al primer pis hi ha dues finestres d'arc conopial amb traceria i diferent ornamentació a les impostes: una amb angelets (un d'aquest amb escut) i l'altra amb decoració de formes arquitectòniques. L'ala dreta del complex és una galeria oberta al primer pis, segurament un afegit posterior. La part exterior està totalment reformada. La masia de Ca n'Anglada disposa d'una capella particular denominada Sant Tomàs.